# Paula Hoffmann
 Paula Moniz Hoffmann ( Rio de Janeiro, 15 de outubro de 1996) é uma voleibolista brasileira praticante da modalidade de vôlei de praia que sagrou-se campeã da edição dos Jogos Sul-Americanos da Juventude de 2013 no Peru, também medalhista de ouro da primeira edição do Campeonato Mundial Escolar de Voleibol de Praia Sub-15 em 2015 em Porto Rico.

## Carreira
Iniciou sua carreira no voleibol de quadra (indoor)  e de praia  com apenas oito anos de idade na quadra chegou a integrar  as categorias de base do  Tijuca TC onde permaneceu até 2010, neste mesmo ano transferiu-se para o Fluminense FC , quando atuava na posição de Ponteira,na ocasião se dedicando a ambas modalidades e representou a Seleção Carioca em cinco edições do Campeonato Brasileiro de Seleções Estaduais.Após obter bons resultados na praia foi convocada para os treinamentos no Centro de Desenvolvimento do Voleibol em Saquarema .
Em 2011 disputou ao lado de Luísa Domingues , com quem forma dupla desde 2010representou o Centro Educacional da Lagoa (CEL) na primeira edição do Campeonato Mundial Escolar de Vôlei de Praia Sub-15 , disputado em Añasco, Porto Rico, conquistando a medalha de ouro.
Já em 2012 foi treinada pela ex-jogadora Jacqueline Silva que estreava no comando na categoria de base  e neste ano foi pré-convocada para Seleção Brasileira de Vôlei de Praia na categoria Sub-19.Novamente com Luisa Domingues conquistou o título da primeira divisão das Olimpíadas Escolares disputado em sua fase nacional na cidade de Cuiabá
Em 2013 foi convidada pelo técnico Maurício Thomas para avaliação na Seleção Brasileira, categoria infantil, visando à preparação para o Mundial desta categoria.Também foi convocada para disputar a edição dos Jogos Escolares da Juventude  na cidade de Belém, Brasil.
Formou dupla com Andressa Cavalcanti e disputaram a etapa de Sobral, Brasil, pelo Circuito Sul-Americano de Vôlei de Praia 2012-13quando finalizaram na quinta colocação e juntas disputaram disputou a edição dos Jogos da Sul-Americanos da Juventude de 2014 em Lima, ocasião da conquista da medalha de ouro e também disputara neste ano a edição do Campeonato Mundial de Vôlei de Praia Sub-19 na cidade de Porto, ocasião que finalizaram na quinta colocação.Também finalizaram na quinta posição na etapa de Macaé, Brasilpelo Circuito Sul-Americano de Vôlei de Praia de 2014, foi neste ano que foi deixando de lado o voleibol indoor.E representou a Seleção Brasileira de Vôlei de Praia no Campeonato Mundial de Vôlei de Praia Sub-19 de 2014 realizado em Porto, Portugal, quando competiu ao lado de Ana Patrícia Ramos e ao final conquistaram a nona colocação.
Passou a competir com Hegê Almeida  na temporada de 2014 Circuito Brasileiro de Vôlei de Praia Challenger alcançando a décima sétima posição na etapa de Ribeirão Preto , mesma colocação obtida com Karine Macedo em Campo grande.
Com Hegê Almeida disputou uma etapa do Circuito Brasileiro de Vôlei de Praia Sub-23 de 2014 alcançando o quinto lugar em Ribeirão Preto , depois com Ana Patrícia Ramos alcançou o vice-campeonato na etapa de Rondonópolis, na sequência com de Andressa Cavalcanti foi campeã na etapa de Campo Grande, terceira colocadas na etapa do Rio de Janeiro, vice-campeãs na etapa de Campinas, e campeãs na etapa de Brasília, finalizando na quarta posição geral  no referido circuito.
Com Karine Macedo finalizou na quinta posição na etapa de Aracaju válida pelo Circuito Brasileiro de Vôlei de Praia Nacional 2014-15 finalizaram na décima terceira posição  , nonas colocadas na etapa do Rio de Janeiro, já com Roberta Glatt alcançou o décimo sétimo posto na outra etapa no Rio de Janeiro, novamente com Karine Macedo obteve o nono lugar na etapa de São José, mesma posição que obteve em João Pessoa atuando com Pauline Alves, e novamente em João Pessoa obteve a nona posição com Andressa Cavalcanti.
Formou dupla com Thaís Belota disputou a fase classificatória da Continental Cup em 2014, realizado no Rio de Janeiro, classificando o Brasil de forma invicta para fase final que seria em 2016.Ao lado de  Pauline Alves alcançou a quarta colocação nas etapas de Graz e Furstenfeld pelo Circuito Austríaco de Vôlei de Praia de 2015, no mesmo ano disputou o Aberto do Rio de Janeiro pelo referente Circuito Mundial, e finalizaram na décima nona posição.
Novamente ao lado de Andressa Cavalcanti disputou etapas do Circuito Brasileiro de Vôlei de Praia Sub-23 de 2015, sagrando-se campeãs na etapa de Chapecó, terceiras colocadas ba etapa de Campo Grande, na etapa de Vitória e também na etapa do Rio de Janeiro, foram vice-campeãs na etapas de Salvador e de Brasília, encerrando na segunda posição geral na edição.
Formou dupla com Flávia Moura na etapa do Rio de Janeiro  váçida pelo Circuito Brasileiro de Vôlei de Praia Nacional 2015-16 pocasião da conquista do vice-campeonato.
Na jornada de 2016 do Circuito Brasileiro de Vôlei de Praia Challenger competiu com Andréa Martins finalizando na décima sétima posição na etapa de João Pessoa, com Rafaela Fares finalizou na décima terceira colocação na etapa de Jaboatão dos Guararapes, outa vez com Rafaela Fares alcançou o nono lugar na etapa de Cabo Frio.
Competiu ainda na temporada de 2016 ao lado de Tainá Bigi pelo Circuito Brasileiro de Vôlei de Praia Sub-23 sagrando-se campeãs nas etapas de João Pessoa, já ao lado de Ana Patrícia Ramos foi campeã na etapa de Jaboatão dos Guararapes e de Cabo Frio, juntas também foram terceiras colocadas na  etapa do Rio de Janeiro, novamente foram campeãs na etapa de Brasília e obtiveram a quarta colocação  em São José e ao final do circuito finalizou com o terceiro lugar edição.
Na temporada de 2016-17 jogou ao lado de Pauline Alves na etapa de Uberlândia finalizando na décima terceira posição.Ao lado de Roberta Glatt disputou a edição do Circuito Sul-Americano de Vôlei de Praia de 2016, finalizaram na décima terceira posição na etapa de Santa Cruz de la Sierra .
Pelo Circuito Brasileiro de Vôlei de Praia Nacional 2016-17 alcançou jogando com  Haissa Rodrigues alcançou a décima terceira posição na etapa de Campo Grande, já ao lado de Mayana Dias  alcançou o bronze na etapa de Brasília e também na de Uberlândia, com Pauline Alves finalizou em quinto lugar na etapa de Maringá, competindo ao lado de Ligia Dallmann terminaram em décimo lugar na etapa de São José, mesmo posto alcançando ao lado Mayana Dias na etapa de João Pessoa, com esta atleta alcançou o quinto lugar na etapa de Maceió, o nono posto na etapa de Aracaju e o quinto lugar na etapa de Vitória.
Com a parceria de Cristine Munhoz disputou a edição do Circuito Brasileiro de Vôlei de Praia Challenger de 2017, quando finalizaram na vigésima primeira posição em Bauru, já com Flávia Moura finalizou em nono lugar na etapa de Palmas.
Em 2017 foi convocada para representar o país ao lado de Paula Hoffmann na etapa de Ancón, Peru válida pelo Circuito Sul-Americano de Vôlei de Praia e nesta finalizaram na quinta colocação.

## Títulos e resultados
- Etapa de Campinas do Circuito Brasileiro de Vôlei de Praia - Nacional:2016-17[56]
- Etapa de Campinas do Circuito Brasileiro de Vôlei de Praia - Nacional:2016-17[55]
- Etapa do Rio de Janeiro do Circuito Brasileiro de Vôlei de Praia - Nacional:2015-16[40]
- Circuito Brasileiro de Voleibol de Praia Sub-23:2016[50]
- Etapa de Brasília do Circuito Brasileiro de Vôlei de Praia Sub-23:2016[48]
- Etapa de Cabo Frio do Circuito Brasileiro de Vôlei de Praia Sub-23:2016[46]
- Etapa de Jaboatão dos Guararapes do Circuito Brasileiro de Vôlei de Praia Sub-23:2016[45]
- Etapa de João Pessoa do Circuito Brasileiro de Vôlei de Praia Sub-23:2016[44]
- Etapa de Rio de Janeiro do Circuito Brasileiro de Vôlei de Praia Sub-23:2016[47]
- Etapa de São José do Circuito Brasileiro de Vôlei de Praia Sub-23:2016[49]
- Circuito Brasileiro de Voleibol de Praia Sub-23:2015[3]
- Etapa de Chapecó do Circuito Brasileiro de Vôlei de Praia Sub-23:2015[34]
- Etapa de Brasília do Circuito Brasileiro de Vôlei de Praia Sub-23:2015[39]
- Etapa de Salvador do Circuito Brasileiro de Vôlei de Praia Sub-23:2015[38]
- Etapa de Rio de Janeiro do Circuito Brasileiro de Vôlei de Praia Sub-23:2015[37]
- Etapa de Vitória do Circuito Brasileiro de Vôlei de Praia Sub-23: 2015[36]
- Etapa de Campo Grande do Circuito Brasileiro de Vôlei de Praia Sub-23:2015[35]
- Circuito Brasileiro de Voleibol de Praia Sub-23:2014[24]
- Etapa de Brasília Circuito Brasileiro de Vôlei de Praia Sub-23:2014[23]
- Etapa de Campo Grande do Circuito Brasileiro de Vôlei de Praia Sub-23:2014[20]
- Etapa de Campinas do Circuito Brasileiro de Vôlei de Praia Sub-23:2014[22]
- Etapa de Rondonópolis do Circuito Brasileiro de Vôlei de Praia Sub-23:2014[19]
- Etapa do Rio de Janeiro do Circuito Brasileiro de Vôlei de Praia Sub-23:2014[21]
- Etapa de Graz do Circuito Austríaco de Vôleil de Praia:2015[11]
- Etapa de Furstenfeld do Circuito Austríaco de Vôleil de Praia:2015[11]
- Olimpíadas Escolares (1ª Divisão):2012[2]

## Premiações individuais
[carece de fontes?]